# Pisinna dubitabilis
Pisinna dubitabilis is een slakkensoort uit de familie van de Anabathridae. De wetenschappelijke naam van de soort is voor het eerst geldig gepubliceerd in 1899 door Tate.